# Kumonga exleyi
Pour l’article homonyme, voir Kumonga.
Famille
Genre
Espèce
Synonymes
- Lasionectes exleyi Yager & Humphreys, 1996

Kumonga exleyi, unique représentant du genre Kumonga et de la famille des Kumongidae, est une espèce de rémipèdes.

## Distribution
Cette espèce est endémique d'Australie-Occidentale. Elle se rencontre dans une grotte du North West Cape.

## Publications originales
- Yager & Humphreys, 1996 : Lasionectes exleyi, sp. nov., the first remipede crustacean recorded from Australia and the Indian Ocean, with a key to the world species. Invertebrate Taxonomy, vol. 10, no 1, p. 172-187.
- Hoenemann, Neiber, Humphreys, Iliffe, Li, Schram & Koenemann, 2013 : Phylogenetic analysis and systematic revision of Remipedia (Nectiopoda) from Bayesian analysis of molecular data. Journal of Crustacean Biology, vol. 33, no 5, p. 603-619 (texte intégral).